# Moa Elf Karlén
Moa Elf Karlén, född den 12 september 1979 på Lidingö i Stockholms län, är en svensk förläggare, författare och skådespelare. Hon är dotter till regissören Görel Elf.
Sedan 2013 är Moa Elf Karlén förlagschef på Leopard förlag.
Elf Karlén har tidigare skrivit och varit redaktör för ett antal böcker, varit förlagschef på Bokförlaget Atlas, arbetat med föreläsningsverksamhet på Arbetarnas bildningsförbund i Stockholm och suttit i styrelsen för Ordfront och tidskriften Bang. Hon är en av grundarna till nätverket Kvinnor utan gränser och den feministiska teatern och tankesmedjan Lacrimosa.
Elf Karlén var en av initiativtagarna till Umeåuppropet. Uppropet, som syftade till att sätta fokus på mäns våld mot kvinnor och vardagsrädsla, belönades med Ung vänsters feministpris 2007.
Som skådespelare har Elf Karlén bland annat haft rollen som Frida i Gunila Ambjörnssons film Stannar du så springer jag från 1995.

## Uppdrag och arbeten
- Unga Klara, april 2022–nu. Ordinarie styrelseledamot[2]
- Leopard förlag, från 2015. VD och delägare[3]
- Leopard förlag, 2013 till 2015. Förlagschef[4]
- Svenska Förläggareföreningen, styrelseledamot 2015-2021
- Svenska Förläggareföreningen, vice ordförande, 2020-2021[5]
- Svenska Pen,  2017-2019, styrelseledamot
- Orionteatern, 2012-2015, styrelseledamot
- Bokförlaget Atlas, 2010-2012, förlagschef
- Arenagruppen, 2010-2012, ledningsgruppen
- ABF Stockholm, 2008-2010, studiesekreterare

## Filmografi
- 1995 – Stannar du så springer jag

### Fotnoter
1. 1 2  ”Moa Elf Karlén”. Svensk Filmdatabas. http://sfi.se/sv/svensk-filmdatabas/Item/?type=PERSON&itemid=216183&ref=%2ftemplates%2fSwedishFilmSearchResult.aspx%3fid%3d1225%26epslanguage%3dsv%26searchword%3dMoa+Elf%26type%3dPerson%26match%3dBegin%26page%3d1%26prom%3dFalse. Läst 26 augusti 2012.
2. ↑  ”Laddar” (på engelska). Unga Klara. https://www.ungaklara.se/teatern/ungaklaraab. Läst 1 mars 2023.
3. ↑  ”Om oss”. Leopard Förlag. https://leopardforlag.se/om-oss. Läst 1 mars 2023.
4. ↑  ”Moa Elf Karlén lämnar Atlas”. Svensk Bokhandel. 16 augusti 2012. https://www.svb.se/nyheter/moa-elf-karlen-lamnar-atlas. Läst 1 mars 2023.
5. ↑  ”Ny ordförande i Förläggareföreningen”. Svensk Bokhandel. 8 maj 2020. https://www.svb.se/nyheter/ny-ordforande-i-forlaggareforeningen. Läst 1 mars 2023.